# Fuera de cobertura
Fuera de cobertura es un programa de televisión español de reportajes e investigación presentado por Alejandra Andrade que se emite en el canal Cuatro desde el 7 de noviembre de 2016.

## Formato
El programa se desarrolla tanto en España como en otros países y ha abarcado diversos temas: la homofobia en Rusia, la explotación de los españoles que emigran a trabajar a otros países como au pairs, la epidemia de fentanilo en Estados Unidos o los abusos sexuales en la Iglesia La Luz del Mundo, entre otros.

## Equipo técnico
| Presentador/a     | Información | Cuatro (canal de televisión) | Cuatro (canal de televisión) | Cuatro (canal de televisión) | Cuatro (canal de televisión) | Cuatro (canal de televisión) |  |
| Presentador/a     | Información | 1                            | 2                            | 3                            | 4                            | 5                            |  |
| Presentador/a     | Información | 2016                         | 2017                         | 2019                         | 2023                         | 2025                         |  |
| ----------------- | ----------- | ---------------------------- | ---------------------------- | ---------------------------- | ---------------------------- | ---------------------------- |  |
| Alejandra Andrade | Periodista  |                              |                              |                              |                              |                              |  |

## Episodios y audiencias

### Temporada 1
| Nº (programa) | N.º (temp.) | Título                              | Día de emisión | Audiencia        |
| ------------- | ----------- | ----------------------------------- | -------------- | ---------------- |
| 1             | 1           | Los últimos de Guantánamo           | 07/11/2016     | 1 140 000 (6,4%) |
| 2             | 2           | Yo trafico                          | 14/11/2016     | 1 227 000 (6,9%) |
| 3             | 3           | Viaje a la homofobia                | 21/11/2016     | 1 019 000 (5,7%) |
| 4             | 4           | Armados por la ley                  | 28/11/2016     | 924 000 (5,2%)   |
| 5             | 5           | Acosadas en 'El Cairo'              | 05/12/2016     | 1 150 000 (6,9%) |
| 6             | 6           | Au pairs españoles: Explotación 3.0 | 12/12/2016     | 1 559 000 (8,5%) |
| 7             | 7           | El Estrecho, puerta giratoria       | 19/12/2016     | 1 136 000 (6,4%) |
| 8             | 8           | Los millonarios de la crisis        | 26/12/2016     | 1 101 000 (6,6%) |

### Temporada 2
| Nº (programa) | Nº (temp.) | Título                                  | Día de emisión | Audiencia        |
| ------------- | ---------- | --------------------------------------- | -------------- | ---------------- |
| 9             | 1          | Muerte entre rejas                      | 19/10/2017     | 1 173 000 (7,3%) |
| 10            | 2          | Fukushima, viaje al centro del desastre | 26/10/2017     | 678 000 (4,5%)   |
| 11            | 3          | Narcos, la conexión gallega             | 02/11/2017     | 761 000 (5,0%)   |
| 12            | 4          | El show de Trump                        | 09/11/2017     | 718 000 (4,8%)   |
| 13            | 5          | Piratas sexuales                        | 13/11/2017     | 916 000 (5,8%)   |
| 14            | 6          | Tokio, ¿viaje al futuro?                | 20/11/2017     | 1 113 000 (7,1%) |
| 15            | 7          | Influencers, el oficio de gustar        | 27/11/2017     | 853 000 (5,4%)   |
| 16            | 8          | España, el supermercado de los jeques   | 04/12/2017     | 1 133 000 (7,2%) |

### Temporada 3
| Nº (programa) | Nº (temp.) | Título                                                          | Día de emisión | Audiencia      |
| ------------- | ---------- | --------------------------------------------------------------- | -------------- | -------------- |
| 17            | 1          | Costa del Sol. La ONU del narco                                 | 12/06/2019     | 685 000 (4,5%) |
| 18            | 2          | Prostitución de lujo. El negocio eterno                         | 19/06/2019     | 609 000 (4,3%) |
| 19            | 3          | Españoles en Holanda. Esclavos de la globalización              | 26/06/2019     | 890 000 (6,5%) |
| 20            | 4          | Emigrar por horas. El nuevo éxodo sanitario                     | 03/07/2019     | 632 000 (4,9%) |
| 21            | 5          | Alta cocina, altas presiones                                    | 10/07/2019     | 812 000 (6,3%) |
| 22            | 6          | Bienvenido, Míster Cheng. La poderosa comunidad china en España | 17/07/2019     | 855 000 (6,9%) |
| 23            | 7          | Alicante, el nuevo edén ruso                                    | 24/07/2019     | 855 000 (7,3%) |
| 24            | 8          | Pederastia, la lacra silenciada                                 | 31/07/2019     | 585 000 (4,9%) |

### Temporada 4
| Nº (programa) | Nº (temp.) | Título                                                                    | Día de emisión | Audiencia      |
| ------------- | ---------- | ------------------------------------------------------------------------- | -------------- | -------------- |
| 25            | 1          | Fentanilo. Una epidemia letal (I)                                         | 23/10/2023     | 910 000 (9,1%) |
| 26            | 2          | Fentanilo. Una epidemia letal (II)                                        | 30/10/2023     | 756 000 (7,5%) |
| 27            | 3          | Manadas adolescentes. El aumento de las agresiones sexuales entre jóvenes | 06/11/2023     | 530 000 (5,3%) |
| 28            | 4          | Infravivir en España. Radiografía de una vergüenza                        | 13/11/2023     | 552 000 (5,3%) |
| 29            | 5          | Camareros explotados. El éxodo de España a Irlanda                        | 20/11/2023     | 692 000 (6,7%) |
| 30            | 6          | Explotadas del hogar                                                      | 27/11/2023     | 573 000 (5,4%) |

### Temporada 5
| Nº (programa) | Nº (temp.) | Título                                                                             | Día de emisión | Audiencia      |
| ------------- | ---------- | ---------------------------------------------------------------------------------- | -------------- | -------------- |
| 31            | 1          | Nueva York. El espejismo americano                                                 | 03/03/2025     | 483 000 (4,8%) |
| 32            | 2          | Madrid Distrito Federal                                                            | 10/03/2025     | 329 000 (3,4%) |
| 33            | 3          | Creadores de contenido. El nuevo negocio millonario                                | 17/03/2025     | 434 000 (4,7%) |
| 34            | 4          | La mala educación. El aumento de agresiones a los maestros                         | 24/03/2025     | 447 000 (4,9%) |
| 35            | 5          | Fugitivos. Dentro de la unidad especializada de la Policía Nacional                | 31/03/2025     | 621 000 (6,5%) |
| 36            | 6          | La luz del mundo. Abusos sexuales en nombre de Dios (I)                            | 07/04/2025     | 629 000 (6,8%) |
| 37            | 7          | La luz del mundo. Abusos sexuales en nombre de Dios (II)                           | 14/04/2025     | 432 000 (4,7%) |
| 38            | 8          | ¿El turismo es un gran invento? Los efectos de la masificación turística en España | 21/04/2025     | 581 000 (6,5%) |

## Audiencia media de todas las temporadas
| Edición                                | Programas | Fecha | Cadena | Espectadores | Cuota |
| -------------------------------------- | --------- | ----- | ------ | ------------ | ----- |
| Fuera de cobertura (Primera temporada) | 8         | 2016  | Cuatro | 1 157 000    | 6,6%  |
| Fuera de cobertura (Segunda temporada) | 8         | 2017  | Cuatro | 918 000      | 5,9%  |
| Fuera de cobertura (Tercera temporada) | 8         | 2019  | Cuatro | 740 000      | 5,7%  |
| Fuera de cobertura (Cuarta temporada)  | 6         | 2023  | Cuatro | 669 000      | 6,6%  |
| Fuera de cobertura (Quinta temporada)  | 8         | 2025  | Cuatro | 495 000      | 5,3%  |